# Класична фізика
Класи́чна фі́зика — розділи фізики, що не включають квантову механіку й теорію відносності.
Основою класичної фізики є класична механіка. До неї зараховують теж електромагнетизм, оптику, термодинаміку і статистичну механіку, яка базується на класичній механіці.
Добре описуючи явища макроскопічного світу, класична фізика виявилася неспроможною пояснити відкриті на початку 20-го століття нові явища: існування електрона, радіоактивність тощо. Відкриття Планком кванта світла і побудова спеціальної теорії відносності Ейнштейном ознаменували початок нової ери в фізиці.